# Шердаков, Владислав Николаевич
Влади́мир Никола́евич Шердако́в (16 июня 1934, село Большая Лука, Вадинский район, Пензенская область, СССР – 15 августа 2002, Москва, Россия) — советский и российский философ и религиовед, специалист по аксиологии, христианской этике и истории русской философии. Доктор философских наук (1975), профессор (1977). Один из авторов «Атеистического словаря» и энциклопедического словаря «Этика».

## Биография
Родился 16 июня 1934 года в селе Большая Лука, Вадинский район, Пензенская область.
В 1957 году окончил философский факультет ЛГУ имени А. А. Жданова по специальности «философия».
В 1965 году в ЛГУ имени А. А. Жданова защитил диссертацию на соискание учёной степени кандидата философских наук по теме «Проблемы критики „моральных ценностей“ христианства».
в 1969 году присвоено учёное звание доцента.
В 1975 году в Институте научного атеизма Академии общественных наук при ЦК КПСС защитил диссертацию на соискание учёной степени доктора философских наук по теме «Социально-психологический анализ и критика христианской этики» (специальность 09.00.06 — научный атеизм).
В 1977 году присвоено учёное звание профессора.
В 1957—1958 годах — преподаватель кафедры философии Ленинградского политехнического института.
В 1958—1960 годах — учитель в средней школе-интернате.
В 1960—1977 годах — ассистент, старший преподаватель, доцент, и.о. профессора кафедры марксизма-ленинизма Ленинградского государственного института театра, музыки и кинематографии.
В 1968—1978 годах — директор Государственного музея истории религии и атеизма.
В 1978—1979 годах — профессор кафедры философии Ленинградского заочного металлургического института.
В 1979—1986 годах — старший научный сотрудник сектора этики Института философии АН СССР.
В 1986—1992 годах — главный научный сотрудник Академии общественных наук при ЦК КПСС.
В 1992—1995 годах — ведущий научный сотрудник Группы советско-американского консорциума гуманитарного образования (позднее Центра Российско-американского консорциума гуманитарного образования) Института философии РАН.
В 1995—2002 годах — ведущий научный сотрудник лаборатории философии хозяйства (позднее сектора философии культуры) Института философии РАН.
Профессор кафедры этики философского факультета МГУ имени М. В. Ломоносова.

## Научная деятельность
Занимался изучением вопросов обоснования ценностей, соотношения нравственного, познавательного и эстетического начал духовной деятельности, евангельского нравственного учение и философского наследия Ф. М. Достоевского. По собственному признаю в ходе исследовательской деятельности перешёл от атеизма марксистского и ницшеанского толка к православной вере и философии, считая себя последователем религиозной-философского направления, созданного Ф. М. Достоевским. Рассматривал высшие достижения в искусстве и в философии как раскрытие внутренней культуры народа. Занимался разработкой идеи единства добра, истины и красоты. Считал, что рационализм и интеллектуализм являются болезненным состоянием духа, поэтому обосновывал первенство духовного перед материальным, а нравственности (видел в ней не свод правил, направляющих поведение, а главный духовный ориентир и способ бытия человека как человека) перед политикой и экономикой. Им была введено в научный оборот, в качестве основополагающей категории этики, такое понятие, как «подлинная жизнь» (аутентичное существование).

## Научные труды

### Монографии
- Шердаков В. Н. Евангельская нравственность и гуманизм. — Л.: Лениздат, 1967. — 100 с.
- Шердаков В. Н. Атеизм и нравственность. — Л.: Знание, 1973. — 30 с.
- Шердаков В. Н. Социально-психологический анализ христианской морали. Вып. 1: Социально-психологический анализ христианской морали. / Науч. ред. д-р филос. наук В. Р. Букин. — Л.: Государственный музей истории религии и атеизма, 1974. — 166 с.
- Шердаков В. Н. Иллюзия добра: моральные ценности и религиозная вера. — М.: Политиздат, 1982. — 587 с.
- Шердаков В. Н. Добро, истина, красота. — М.: Знание, 1983. — 64 с. — (Новое в жизни, науке, технике)
- Шердаков В. Н. Нравственный идеал и атеистическое воспитание. — М.: Знание, 1985. — 64 с.
- Шердаков В. Н. Нравственное самосовершенствование личности. — М.: Знание. 1989 (соавторы А.А. Гусейнов и др.)
- Шердаков В. Н. Добро и зло: (Очерк нравственной философии) — М. : Знание, 1992. — 64 с. (Новое в жизни, науке, технике. Подписная научно-популярная серия "Человек и общество" 1/1992).; ISBN 5-07-002331-4
- Земельный вопрос / Под ред. Е. С. Строева. — М.: Колос, 1999 (в соавторстве с С.А. Никольским, И. Е. Козновой, С.Д. Домниковым и др.)

### Статьи
- Шердаков В. Н. О специфике ценностного отношения // Учебник заведующих кафедр общественных наук вузов г. Ленинграда. — Вып.VI. — Л.: ЛГУ, 1965.
- Шердаков В. Н. Критика неопозитивистской концепции оценочных суждений в этике // Проблема ценности в философии. — М., 1966.
- Шердаков В. Н. Внутренний опыт богопознания // Наука и религия. — 1967. — № 7.
- Шердаков В. Н. Заповедь любви // Наука и религия. — 1967. — № 8.
- Шердаков В. Н. Аксиология и этика // Актуальные проблемы марксистско-ленинской этики. — Тбилиси, 1968.
- Шердаков В. Н. О психологических основах религиозной морали // Герценовские чтения. — Л.: Ленинградский педагогический институт имени А. И. Герцена, 1970.
- Шердаков В. Н. Во имя гуманизма // Гуманизм, атеизм, религия / Отв. ред. П. К. Курочкин. — М.: Политиздат, 1978.
- Шердаков В. Н. Нравственные качества личности – нравственный облик // Моральные качества личности и основные аспекты их изучения / Отв. ред. В. Н. Шердаков. — М.: ИФ АН СССР, 1980.
- Шердаков В. Н. Этические воззрения Достоевского // Религия и гуманизм / Отв. ред. Р. Т. Рашкова. — Л.: ГМИРИА, 1980.
- Шердаков В. Н. Социальная психология и нравственное воспитание // Вопросы психологии. — 1980. — № 6.
- Шердаков В. Н. О главном в понимании религии // Советская этнография. — 1980. — № 2.
- Шердаков В. Н. Поиски Достоевским нравственных устоев человека // Философские науки. — 1981. — № 6.
- Шердаков В. Н. Этика и нормативность // Вопросы философии. — 1982. — № 2.
- Шердаков В. Н. О нормативности этики // Вопросы философии. — 1982. — № 2.
- Шердаков В. Н. Этика и социальная психология // Вопросы философии. — 1982. — № 5.
- Шердаков В. Н. Этика и социальная психология // Методология этических исследований / Отв. ред. Л. М. Архангельский. — М.: Наука, 1982.
- Шердаков В. Н. Кризис современного религиозного сознания и буржуазная этика // Этика и идеология. — М., 1983.
- Шердаков В. Н. Кризис религии и современная буржуазная этика // Этика и идеология / Отв. ред. Л. М. Архангельский. — М.: Наука, 1983.
- Шердаков В. Н. Нравственные аспекты проблемы веры и неверия в творчестве Достоевского // Вопросы научного атеизма. — 1983. — № 31.
- Шердаков В. Н. Нравственные мотив и личный интерес // Социальный образ жизни. — М., 1983.
- Шердаков В. Н. Диалектика нравственного мотива и личного интереса // Социалистический образ жизни и моральные ценности / Под ред. Н.А. Головко, О.П. Пеликовой. М.: ИФ АН СССР, 1983.
- Шердаков В. Н. Диалектика внутреннего и внешнего в нравственном развитии // Диалектика и этика / Отв. ред. А. А. Хамидов, Л. М. Архангельский. — Алма-Ата: Наука, 1983.
- Шердаков В. Н. Наука и гуманизм // Общественные науки. — 1984. — № 3.
- Шердаков В. Н. Смысл жизни как философско-этическая проблема // Философские науки. — 1985. — № 2.
- Шердаков В. Н., Черкасов В. Б. Естествознание и этика. // Природа. — 1985. № 12.
- Шердаков В. Н. Читая Достоевского: этические аспекты веры и неверия // Вопросы научного атеизма. — 1985. — № 32.
- Шердаков В. Н. Об исходных посылках и целях историко-этического исследования // Проблемы истории этики. — Вильнюс: Институт философии, социологии и права АН Литовской ССР, 1985.
- Шердаков В. Н. Нравственное самоопределение как проблема истории духовной культуры // Мораль: сознание и поведение. — М., 1986.
- Шердаков В. Н. О духовных поисках // Молодёжь, религия, атеизм. — М., 1986.
- Шердаков В. Н. Нравственно самоопределение как проблема истории духовной культуры // Мораль, сознание, поведение / Отв. ред. Н. А. Головко. — М.: Наука, 1986.
- Шердаков В. Н. Этика и естествознание в эпоху НТР // Идеология, ценности и нравственное формирование личности. — София, 1986.
- Шердаков В. Н. О нравственности // Знамя. — 1986. — № 3.
- Шердаков В. Н. О состоянии религиозности в СССР // Социологические исследования. 1987. № 4.
- Шердаков В. Н. Взаимосвязь науки, искусства и нравственности в формировании личности // Нравственные проблемы совершенствования социализма / Отв. ред. С. Н. Титов. — Воронеж: Издательство Воронежского университета, 1987.
- Шердаков В. Н. Расчистить родники народной нравственности // Самотлорский практикум / Под ред. В. И. Бакштановского. — М.: Тюмень: Тюменский индустриальный институт, 1988.
- Шердаков В. Н. Размышления о любви и нравственном долге // Этическая мысль: Научно-публицистические чтения. — М.: Политиздат, 1988.
- Шердаков В. Н. Проблема самосовершенствования личности // Философские науки. — 1988. — № 5.
- Шердаков В. Н. Демократия и нравственность // Человек и нравственность в условиях перестройки. Минск, 1988.
- Шердаков В. Н. Культура, нравственность, религия // Вопросы философии. — 1989. — № 7.
- Шердаков В. Н. Человек и нравственные ценности // Человек в системе наук. / Отв. ред. И. Т. Фролов. М.: Наука, 1989.
- Шердаков В. Н. Культура, нравственность, религия (круглый стол) // Вопросы философии. — 1989. — № 7.
- Шердаков В. Н. Проблема обоснования высших ценностей // Гуманизм, религия, высшие ценности. — М: Б.и., 1991.
- Шердаков В. Н. Современная цивилизация и религия // Будь лицом: ценности гражданского общества / Под ред. В. И. Бакштановского. В 2 т. Т. 2. — Томск: Издательство Томского университета, 1993.
- Шердаков В. Н. Общество и нравственность // Человек и общество. — М., 1993.
- Шердаков В. Н. Общество и нравственность // Человек и общество. — М.: Б.и., 1993.
- Шердаков В. Н. Православие и русская культура: выбор пути // Культура и религия: линии сопряжения / Отв. ред. А. И. Арнольдов. — М.: РАУ, 1994.
- Шердаков В. Н. Г. С. Батищев: в поиске истины, пути и жизни // Вопросы философии. — 1995. — № 3.
- Шердаков В. Н. Сострадание // Энциклопедический словарь "Этика". — М.: Гардарики, 2001.

## Награды
- Юбилейная медаль «За доблестный труд. В ознаменование 100-летия со дня рождения Владимира Ильича Ленина» (1970)[2]